# Espace zoologique de Saint-Martin-la-Plaine
Koordinaten: 45° 32′ 58,2″ N, 4° 35′ 3,7″ O

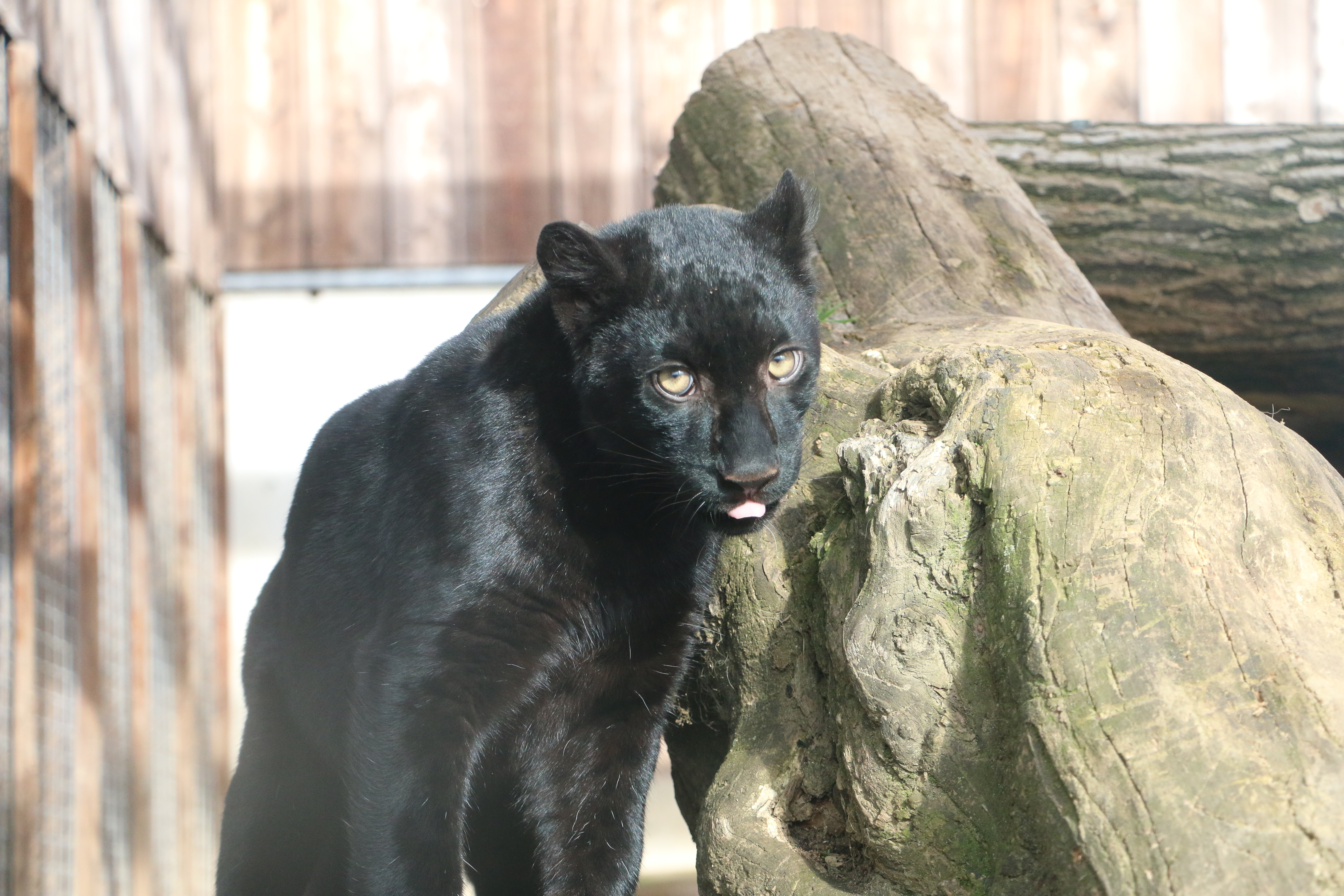
Schwarzer Panther Kiara

Der Espace zoologique de Saint-Martin-la-Plaine ist ein Zoo, der sich in der französischen Gemeinde Saint-Martin-la-Plaine im Département Loire in der Verwaltungsregion Auvergne-Rhône-Alpes befindet. Er ist bei der European Association of Zoos and Aquaria (EAZA) akkreditiert. Die Besucherzahl des Tierparks beträgt durchschnittlich 140.000 Personen im Jahr.

## Geschichte
Das für Pflanzen und Tiere begeisterte Ehepaar Eliane und Pierre Thivillon eröffnete 1968 zunächst ein Blumengeschäft mit einem Gewächshaus in Saint-Martin-la-Plaine und begann außerdem, einheimische Tiere aufzunehmen und zu pflegen. Die Gartenanlagen wurden bald zu klein, um alle Tiere unterzubringen. Auf einem neu erworbenen Grundstück, auf dem sich heute der Tierpark befindet, gab es ausreichend Platz. Die alten Gebäude wurden abgerissen und die ersten Planungen für einen Tierpark entstanden, der dann am 23. Juli 1972 eröffnet wurde. In den folgenden Jahren wuchs der Tierbestand und die Anlagen wurden nach und nach den tiergärtnerischen Erfordernissen angepasst.

## Tierbestand und Zuchtprogramme
Im Espace zoologique de Saint-Martin-la-Plaine werden rund 1000 Säugetiere, Reptilien und Vögel auf einer Fläche von ca. 12 Hektar gehalten. Schwerpunktmäßig werde Primaten und Katzen gezeigt. Für Vogelarten  wurde eine große, begehbare Freiflughalle mit üppiger Vegetation und Wasserstellen angelegt.
Kein Tier wurde aus der Natur entnommen, alle Tiere stammen aus der Zucht von Zoos und werden überwiegend zwischen europäischen Zoos ausgeliehen oder gespendet, teilweise auch im Rahmen des Europäischen Erhaltungszuchtprogramms (EEP) getauscht. Bei den im Zuchtbuch (European Studbook) enthaltenen Arten handelt sich um alle in Gefangenschaft vorkommenden Individuen einer Art. Diese sind in freier Wildbahn meist weniger bedroht, laufen jedoch Gefahr, zukünftig bedroht zu werden. Der Zuchtbuchverwalter sammelt alle Daten zu Geburten, Todesfällen, Transfers usw. von allen bei der EAZA akkreditierten Zoos und Aquarien, in denen die untersuchten Arten gehalten werden. Die Daten werden dann in eine spezielle Software eingegeben, die es ermöglicht, Analysen zur Population einer Art durchzuführen, um Inzuchten zu vermeiden und eine maximale genetische Vielfalt zu bewahren. Der Espace zoologique de Saint-Martin-la-Plaine nimmt derzeit an 15 EEP-Programmen teil (Stand 2023).

## Tierauffangstation Tonga Terre d’Accueil
Die Tierauffangstation Tonga Terre d’Accueil liegt in der Nähe des Espace Zoologique de Saint Martin la Plaine, wurde vom Zoo geschaffen und wird von ihm verwaltet, ist jedoch für die Öffentlichkeit nicht zugänglich. Der Zoo trägt auch einen Großteil der täglichen Kosten.
Im Jahr 2007 nahm der Espace Zoologique de Saint-Martin-la-Plaine ein von den Behörden beschlagnahmtes Flusspferd namens Tonga auf, das sieben Jahre lang in einem Wanderzirkus gelebt hatte und mangelhaft versorgt wurde. Die von der Schauspielerin Brigitte Bardot gegründete Tierschutzorganisation Fondation Brigitte Bardot beschaffte die notwendigen Mittel, damit Tonga in ein Reservat in Südafrika ausgewildert werden konnte. Nach dieser Aktion beschloss der Espace Zoologique de Saint-Martin-la-Plaine, sich verstärkt für exotische Tiere einzusetzen, die in Frankreich beschlagnahmt oder verlassen wurden und gründete 2008 die Tierauffangstation Tonga Terre d’Accueil. Ein Schwerpunkt besteht in der Versorgung von Groß- und Kleinkatzen. Im Zeitraum von Anfang 2022 bis Mitte 2023 konnten beispielsweise 20 Servale aufgenommen werden. Auch illegal privat gehaltene Primaten und nicht mehr benötigte Zirkustiere finden in der Auffangstation eine besser geeignete Unterkunft.
Nach der russischen Invasion in die Ukraine wurde 2022 ein in der Nähe von Kiew privat gehaltener, etwa sechs Monate alter weiblicher Schwarzer Panther von seinem Besitzer aufgegeben und gelangte zunächst in den Zoo Posen. Durch die Vermittlung des International Fund for Animal Welfare (IFAW), der auch die Finanzierung übernahm, wurde der Kiara genannte Panther in die Tierauffangstation Tonga Terre d’Accueil überführt, wo eine bessere Pflege des Tieres stattfinden konnte. Die Aktion wurde in der französischen Presse aufmerksam verfolgt. Um das Alleinsein des Schwarzen Panthers zu beenden, wurde er mit einem etwa gleichaltrigen, normal gefärbten männlichen Leoparden vergesellschaftet.

## Galerie
Die nachfolgende Bildauswahl zeigt einige Tiere aus dem Bestand des Espace Zoologique de Saint-Martin-la-Plaine:

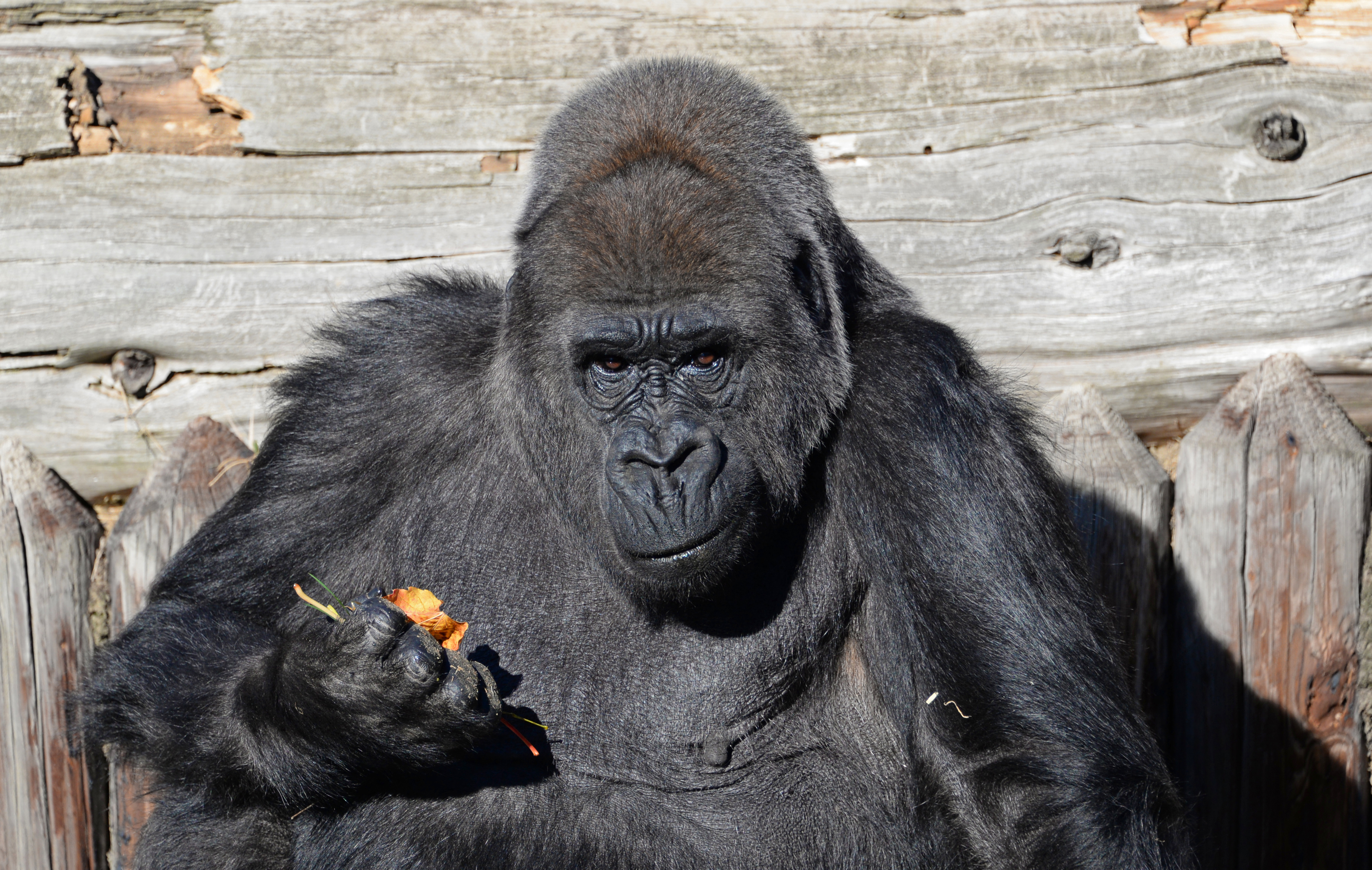
Westlicher Flachlandgorilla
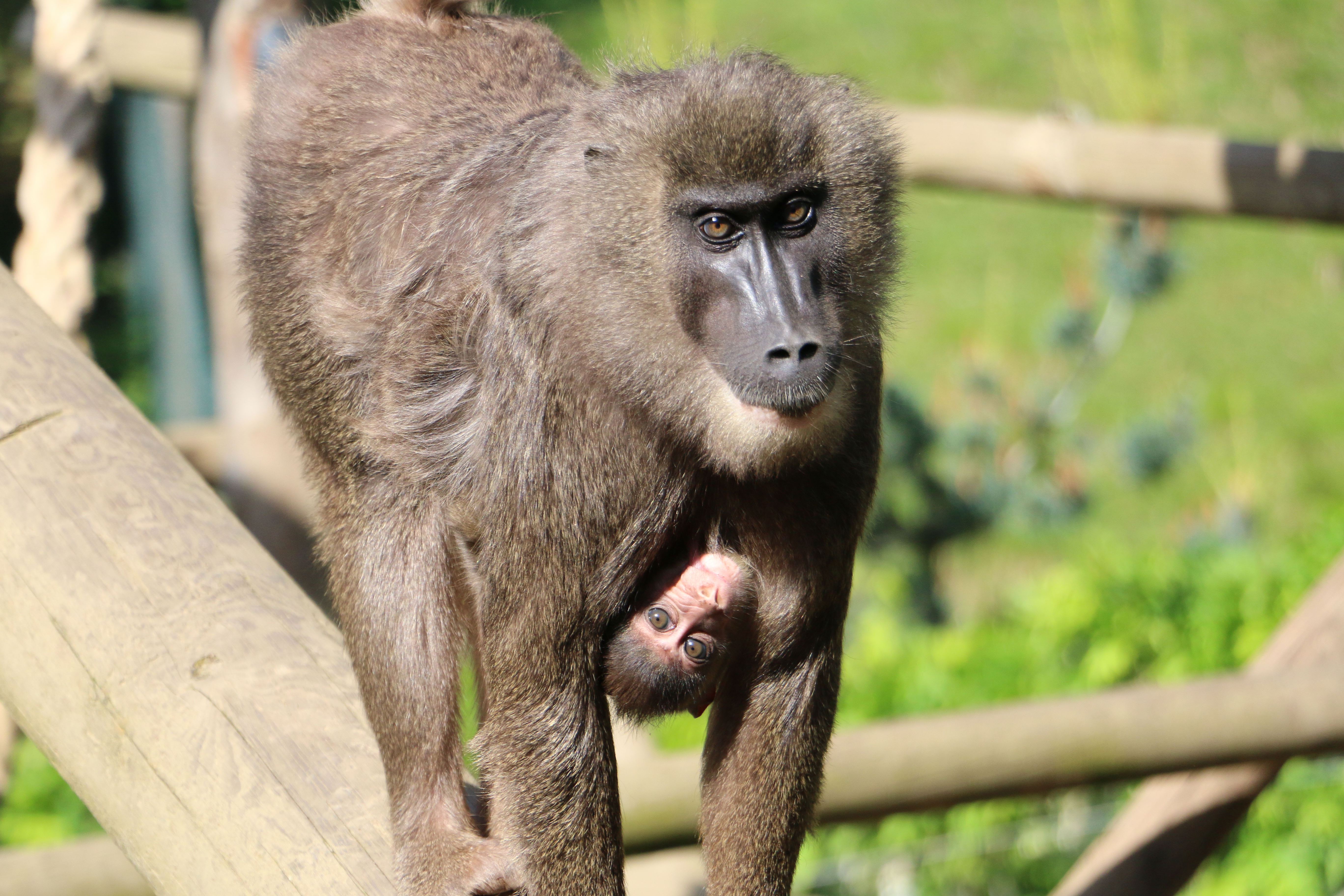
Mandrill, Weibchen mit Jungtier
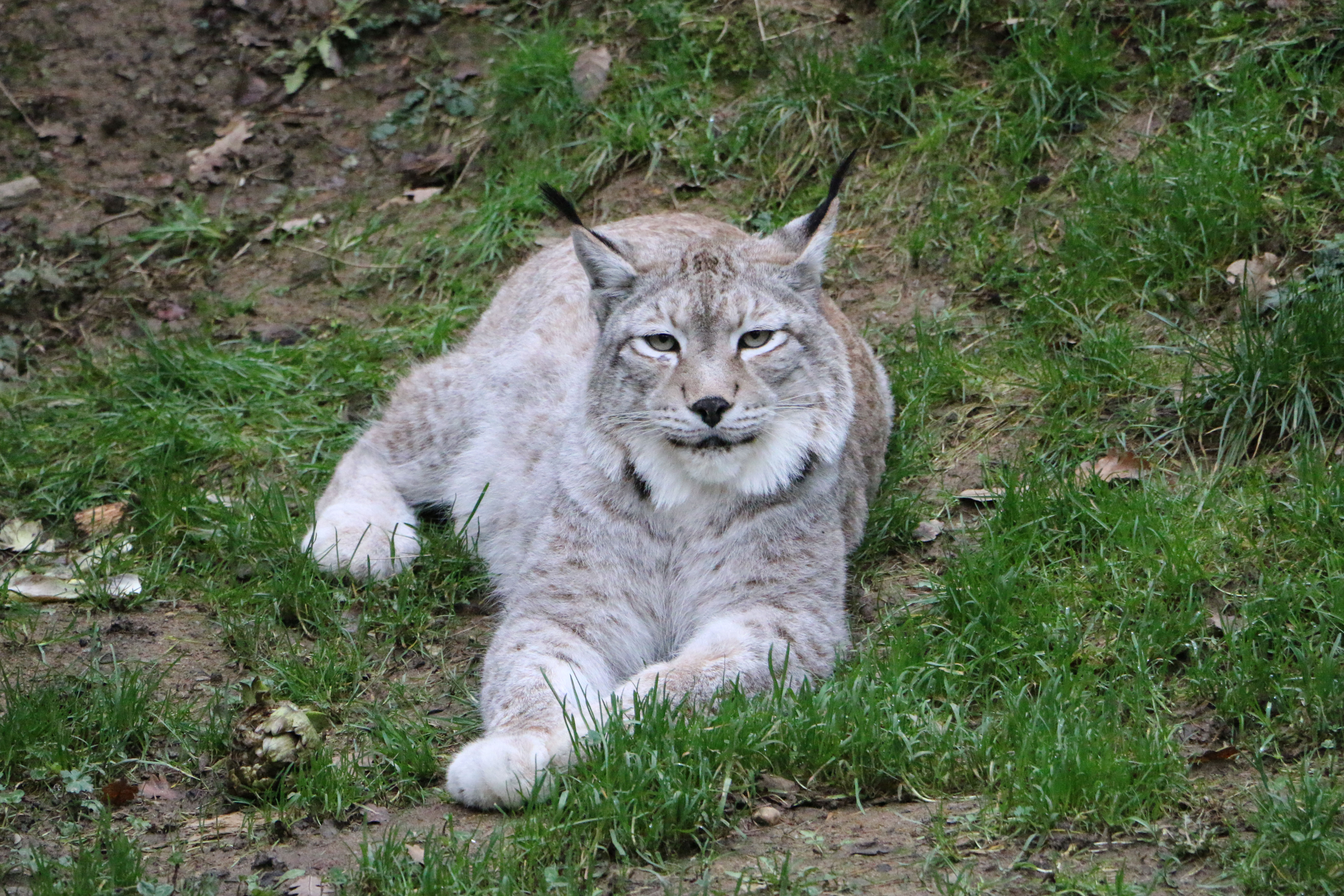
Sibirischer Luchs
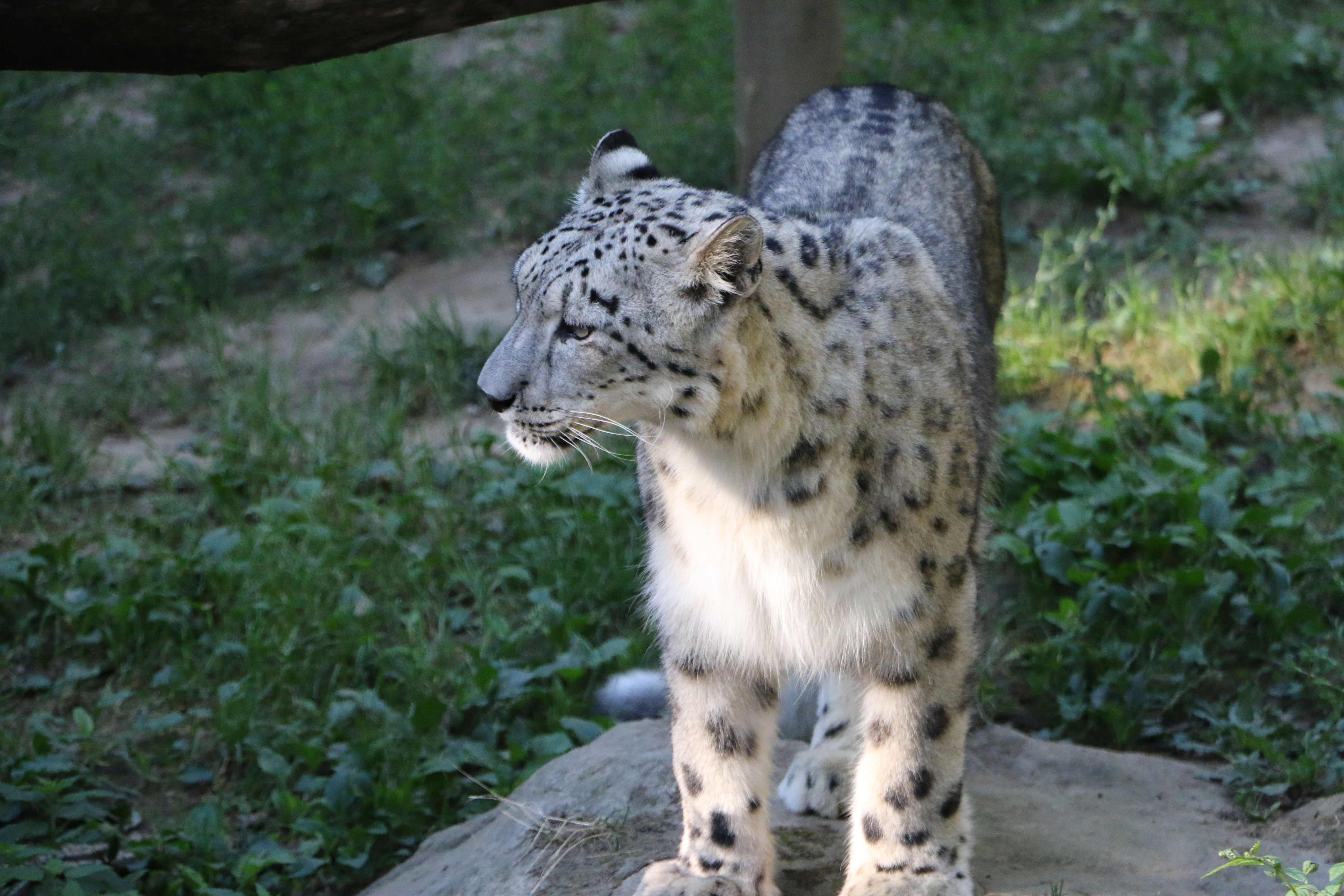
Schneeleopard
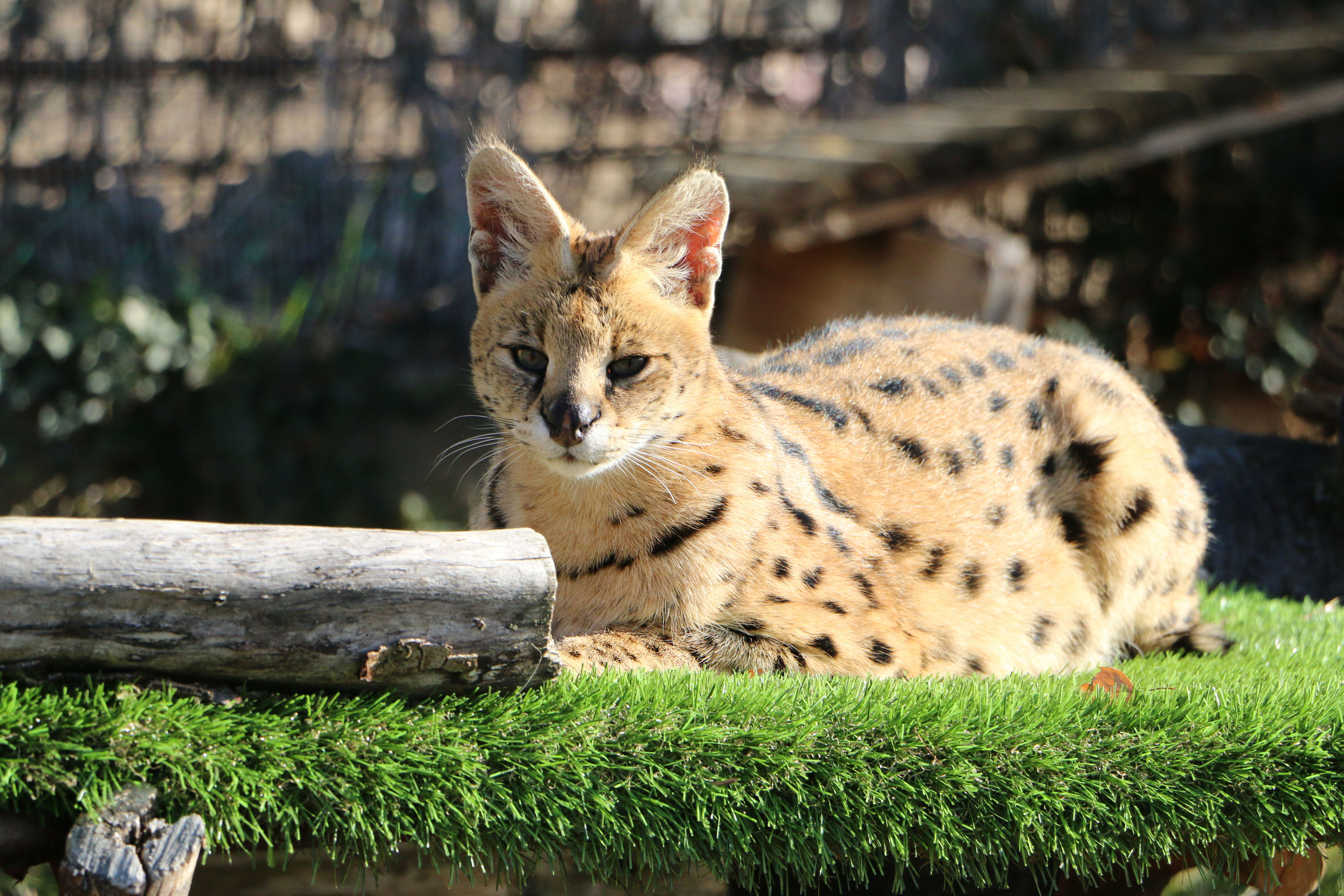
Serval